# 于特维莱尔
于特维莱尔（法語：Uttwiller，发音：[ytvilɛʁ] 或 [utvilɛʁ]；德语：Uttweiler）是法国下莱茵省的一个市镇，位于该省北部偏西，属于萨韦尔讷区和布克斯维莱尔县（Bouxwiller）。该市镇总面积2.99平方公里，2009年时的人口为169人。

## 人口
于特维莱尔人口变化图示